# 王林 (リンゴ)
‘王林’（おうりん、英: ‘Orin’）は、福島県で育成されたリンゴ（セイヨウリンゴ）の栽培品種であり、日本における代表的な青リンゴである（図1）。1930年代に‘ゴールデンデリシャス’と‘印度’の交配によって作出され、1952年に「りんごの王様」という意味で‘王林’と命名された。黄緑色の果皮の表面に茶色い果点が目立つ果実をつけ、日本での収穫は10月下旬から11月上旬である。芳香があり、一般的な青リンゴのイメージとは異なり、酸味が少なく甘みが強い。日本においては、‘ふじ’、‘つがる’に次いで3番目に生産量が多いリンゴの品種である（2023年時点）。

## 特徴
樹姿は直立性。樹勢が強く、枝が直立しやすく、節間長が長い。褐色腐朽に弱い。自家不和合性に関わるS遺伝子型はS2S7である。晩生品種であり、日本における収穫期は10月下旬から11月上旬。貯蔵性に優れているため、翌年の夏ごろまで出荷されている。
‘王林’の果実は長円形から長円錐形、重さは300グラムほどである。日本における代表的な青リンゴであり、アントシアニン合成はほとんど見られず果皮は黄緑色であるが、シーズン後半には黄色味がかったものが出回り、日に当たっていた部分がうっすらと赤みがかることもある（上図2a）。果皮には褐色の果点（コルク化した気孔の痕）が目立つ（上図2a）。ひび状のサビ（果皮のコルク化）が発生しやすいが（上図2b）、サビがあるほうが甘いともいわれる（図2b）。果肉はやや硬めで緻密、果汁が豊富、褐変しにくい。独特な芳香があり、甘みが強く（糖度14–15%）、酸味が少ない（約0.2%）。‘王林’は、リンゴ果実に含まれるポリフェノールの主成分であるプロシアニジンを多く含む品種の一つである（約40 mg/100g）。
ほとんど生食用に利用される。

## 生産
‘王林’は、日本で最も生産量が多い青リンゴである。2023年の日本における‘王林’の生産量はリンゴ品種別で‘ふじ’、‘つがる’に次ぐ第3位（44,600トン）であり、リンゴ全体（603,800トン）の約7.4%を占めている。‘王林’生産量は青森県（38,000トン）が飛び抜けて多いが、他に山形県（1,620トン）、岩手県（1,520トン）、秋田県（1,040トン）、長野県（1,030トン）で多い。赤くなるリンゴには必要となる着色管理が不要なため、リンゴ栽培における省力品種として生産者からの支持も得ている。
‘王林’は、カナダやニュージーランドでも栽培されている。2015年の世界（中国を除く）のリンゴ生産量において‘王林’は18位、0.49％を占めていた。

## 歴史
1931年ごろよりリンゴの品種改良に取り組んでいた福島県伊達郡桑折町の大槻只之助は、‘ゴールデンデリシャス’を種子親、‘印度’を花粉親とした交配を行い、得られた実生から選抜、1943年に初めて結実した。栽培当初は「そばかす美人」や「ナシリンゴ」などと呼称されていたが、1952年、当時伊達農協の組合長を務めていた大森常重により「りんごの中の王様」という意味をこめて‘王林’と命名され、市場に出回るようになった。
果点の目立つ独特な外観が欠点とされ、品種登録審査を通過しなかったため、農林水産省には登録されていない。しかし、1961年に福島県桑折町の生産者によって「王林会」が設立され、王林の普及が推進された。無袋栽培に適した品種であり、生産工数低減に寄与した王林は着実に生産数を増やしていき、1987年（昭和62年）からリンゴの作物統計調査において独立項目となり、当初は‘ふじ’、デリシャス系、‘つがる’に次ぐ第4位であったが、その後デリシャス系が減少し、2022年時点では3位となっている。

## 派生品種
‘王林’を交配親とした品種も多く作出されており、‘王林’を種子親としたものとして‘秋しずく’（花粉親は‘千秋’、三倍体）、‘きおう’（花粉親は‘はつあき’）、‘トキ’（花粉親は‘ふじ’）、‘王林’を花粉親としたものとして‘あおり9’（生果名は‘彩香’; 種子親は‘あかね’）、‘栄黄雅’（種子親は‘千秋’）、‘津軽ゴールド’（種子親は‘千秋’）、‘富香’（種子親は‘つがる’）などがある。
‘王林’と同じく‘ゴールデンデリシャス’を種子親、‘印度’を花粉親とした交配によって、青森県りんご試験場で作出され、1977年に報告された品種として、‘ジャンボ王林’がある。‘王林’とは別品種であるが、‘王林’と同様に果肉は硬めで果汁に富み、甘い。果実は非常に大きく、円錐形から長円錐形、果皮は基本的に黄色。また、比較的よく知られた品種である‘陸奥（クリスピン）’も、同じく‘ゴールデンデリシャス’を種子親、‘印度’を花粉親とした交配から作出されたものである。